# Pasiphaea oshoroae
Pasiphaea oshoroae är en kräftdjursart som beskrevs av Komai och Amaoka 1993. Pasiphaea oshoroae ingår i släktet Pasiphaea och familjen Pasiphaeidae. Inga underarter finns listade i Catalogue of Life.